# Jardin zoologique de Straubing
Le jardin zoologique de Straubing (en allemand : Tiergarten Straubing) est le zoo de la ville de Straubing en Basse-Bavière. Il est situé à l'ouest de la ville sur un terrain boisé. Son « Danubium » est un biotope près du Danube où l'on trouve des espèces indigènes. Dans le « Donauaquarium » on peut suivre le cours du fleuve de la source à l'embouchure. À proximité une farme néolithique a été reconstituée. À la suite du regroupement des enclos les ours bruns, les tigres de Sibérie et les animaux de savane africaine ont gagné en espace.